# Cyc

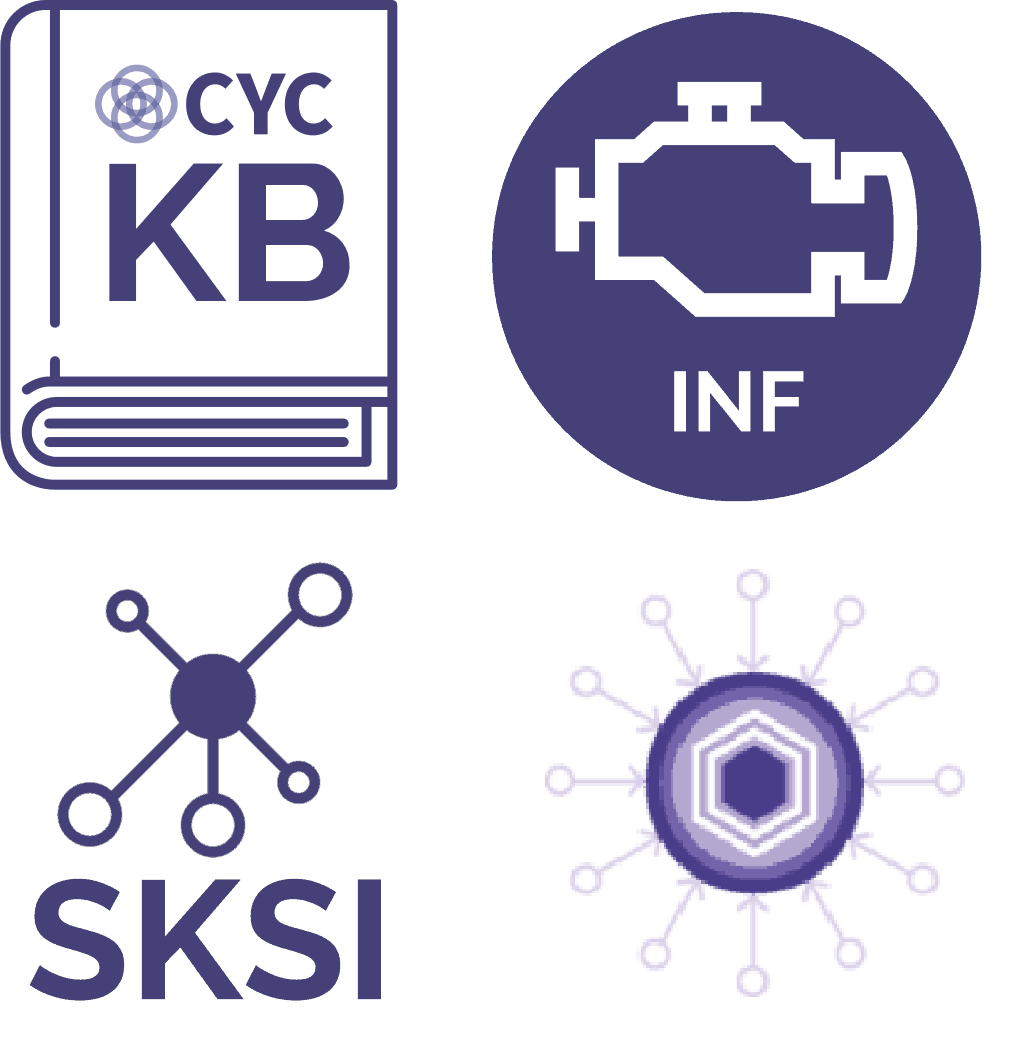
Quatre logotips del projecte Cyc estan integrats en aquesta imatge.

Cyc (pronunciat /ˈsaɪk/ syke) és un projecte d'intel·ligència artificial a llarg termini que té com a objectiu reunir una ontologia integral i una base de coneixement que abasta els conceptes bàsics i les regles sobre com funciona el món. Amb l'esperança de captar el coneixement de sentit comú, Cyc se centra en el coneixement implícit. El projecte va començar el juliol de 1984 a MCC i va ser desenvolupat més tard per l'empresa Cycorp.
El nom "Cyc" (de "enciclopèdia") és una marca registrada propietat de Cycorp. CycL té una especificació publicada públicament, i desenes de mòduls HL (nivell heurístic) es van descriure al llibre de text de Lenat i Guha, però el codi del motor d'inferència de Cyc i la llista completa de mòduls HL són propietaris de Cycorp.

## Història
El projecte va començar el juliol de 1984 per Douglas Lenat com un projecte de la Microelectronics and Computer Technology Corporation (MCC), un consorci de recerca iniciat per dues corporacions amb seu als Estats Units "per contrarestar un esforç japonès aleshores nefast en IA, l'anomenat " projecte de cinquena generació ". Els Estats Units van aprovar la National Cooperative Research Act de 1984, que per primera vegada va permetre a les empreses nord-americanes "connir" en recerca a llarg termini. Des de gener de 1995, el projecte ha estat desenvolupat actiu per Cycorp, on Douglas Lenat n'era el conseller delegat.
El llenguatge de representació CycL va començar com una extensió de RLL  (el llenguatge de representació, desenvolupat entre 1979 – 1980 per Lenat i el seu estudiant de postgrau Russell Greiner mentre estava a la Universitat Stanford). El 1989, Cycle s'havia expandit en poder expressiu a la lògica d'ordre superior (HOL).
L'ontologia de Cyc va créixer a uns 100.000 termes el 1994 i, a partir del 2017, contenia uns 1.500.000 termes. La base de coneixement Cyc que implica termes ontològics es va crear en gran part mitjançant l'escriptura manual d'axiomes; era al voltant d'1 milió el 1994 i, a partir del 2017, és d'uns 24,5 milions.
El 2008, els recursos de Cyc es van assignar a molts articles de la Viquipèdia. Cyc està connectat actualment a Wikidata.

## Base de coneixement
La base de coneixement es divideix en microteories. A diferència de la base de coneixement en el seu conjunt, cada microteoria ha d'estar lliure de contradiccions monòtones. Cada microteoria és un objecte de primera classe en la Cyc ontologia; té un nom que és una constant regular. Els noms de concepte a Cyc són termes o constants de Cycle. Les constants comencen amb un #$ opcional i distingeixen entre majúscules i minúscules. Hi ha constants per a:
- Elements individuals coneguts com a persones, com ara #$BillClinton o #$France.
- Col·leccions, com ara #$Tree-ThePlant (que conté tots els arbres) o #$EquivalenceRelation (que conté totes les relacions d'equivalència). Un membre d'una col·lecció s'anomena instància d'aquesta col·lecció.[8]
- Funcions, que produeixen nous termes a partir d'uns donats. Per exemple, #$FruitFn, quan es proporciona un argument que descriu un tipus (o col·lecció) de plantes, retornarà la col·lecció dels seus fruits. Per convenció, les constants de funció comencen amb una lletra majúscula i acaben amb la cadena Fn.
- Funcions de veritat, que es poden aplicar a un o més conceptes i retornar cert o fals. Per exemple, #$siblings és la relació de germans, cert si els dos arguments són germans. Per convenció, les constants de la funció de veritat comencen amb una lletra minúscula.

Per a cada instància de la col·lecció #$ChordataPhylum (és a dir, per a cada cordat), existeix un animal femení (instància de #$FemaleAnimal ), que és la seva mare (descrita pel predicat #$biologicalMother).

## Motor d'inferència
Un motor d'inferència és un programa informàtic que intenta obtenir respostes a partir d'una base de coneixement. El motor d'inferència Cyc realitza una deducció lògica general. També realitza raonament inductiu, aprenentatge automàtic estadístic i aprenentatge automàtic simbòlic i raonament abductiu.
El motor d'inferència Cyc separa el problema epistemològic del problema heurístic. Per a aquest últim, Cyc va utilitzar una arquitectura de comunitat d'agents en què els mòduls especialitzats, cadascun amb el seu propi algorisme, es prioritzaven si podien avançar en el subproblema.

## Aplicacions
Durant més d'una dècada, Glaxo ha utilitzat Cyc per integrar de manera semiautomàtica els grans tesaurus de termes de la indústria farmacèutica. Anteriorment, utilitzaven personal per fer-ho manualment. La Cleveland Clinic ha utilitzat Cyc per desenvolupar una interfície de consulta en llenguatge natural d'informació biomèdica sobre cirurgies cardiotoràciques. Una consulta s'analitza en un conjunt de fragments CycL amb variables obertes. The Terrorism Knowledge Base era una aplicació de Cyc que intentava contenir coneixements sobre descripcions relacionades amb els "terroristes". El coneixement s'emmagatzema com a enunciats en la lògica matemàtica.
Una aplicació Cyc té l'objectiu declarat d'ajudar els estudiants a fer matemàtiques a un nivell de 6è. L'aplicació, anomenada MathCraft, havia de fer el paper d'un company d'estudiant que està una mica més confós que l'usuari sobre el tema. Com que l'usuari dóna bons consells, Cyc permet que l'avatar cometi menys errors.